# Provilis
Provilis was een Externe Dienst voor Preventie en Bescherming op het Werk in België, met de hoofdzetel in Namen (Namen, België). Ze was sinds 1999 actief.
Op 1 januari 2007 fuseerde Provilis met IKMO tot de nieuwe groep Provikmo.

## Situering
Provilis is met circa 500 aangesloten ondernemingen - samen goed voor meer dan 55.000 werknemers - een van de kleinere externe diensten voor preventie en bescherming op het werk in België. Ze heeft een territoriale bevoegdheid in het Waals Gewest en het Brussels Hoofdstedelijk Gewest.
Zij zorgt voor de periodieke medische onderzoeken van onderworpen werknemers, en zorgt op het gebied van risicobeheersing voor de domeinen ergonomie, psychosociale belasting, bedrijfsgezondheidszorg, hygiëne & toxicologie, arbeidsveiligheid en milieu.
Er zijn centra in Eupen, Luik, Namen en Verviers.